# Liedehrlich
Liedehrlich war eine Folk-Gruppe in der DDR, die bis 1987 bestand. Bekanntestes Mitglied war der spätere Liedermacher und DDR-Dissident Stephan Krawczyk.

## Name
Der Name ist ein Wortspiel. Einerseits wurden die dargebotenen Lieder als „ehrlich“ apostrophiert, andererseits bezeichnete sich die Band als „liederlich“, also im weiteren Sinne als „unangepasst“.

## Bandgeschichte
Liedehrlich wurde im Januar 1978 in Gera von den Musikern Stephan Krawczyk, Jürgen Quarg und Kay Frotscher gegründet. Sie spielten vor allem Volkslieder aus dem 19. Jahrhundert, insbesondere politische Lieder und Trinklieder. Einige der Lieder wurden speziell für Liedehrlich geschrieben. 1979 wurde das Spottlied Schützenliputzhäusl verboten, da es als Anspielung auf die DDR-Realität verstanden werden konnte. Die Band nahm 1980 am Festival des politischen Liedes teil.
Im November 1981 erhielt Krawczyk den Hauptpreis der DDR-Chansontage. Im selben Jahr erhielten sie einen der drei Hauptpreise beim III. Puppentheaterfestival der DDR für Inszenierung, Komposition und musikalische Begleitung des Stücks Die Prinzessin mit dem Echo. Ab 1982 beschäftigte sich Liedehrlich mit der Vertonung zeitgenössischer DDR-Lyrik. Im selben Jahr erschien die einzige LP der Band, Liedehrlich, beim DDR-Plattenlabel Amiga. Sie enthält vorwiegend traditionelle Lieder, aber auch Stücke, die Krawczyk, begleitet von Quarg und Frotscher, bei den Chansontagen aufgeführt hatte. Von 1984 bis 1987 arbeitete Liedehrlich nur noch zu zweit, nachdem Krawczyk die Gruppe Ende 1983 verlassen hatte.

## Diskografie

### Langspielplatte
- 1983: Liedehrlich (Amiga)